# Chloroclystis catabares
Bosara catabares là một loài bướm đêm trong họ Geometridae.